# Adora Mediterranea
Die Adora Mediterranea ist ein Kreuzfahrtschiff der chinesischen Reederei Adora Cruises. Es wurde ursprünglich im Jahr 2003 von Costa Crociere als Costa Mediterranea in Dienst gestellt und war bis 2021 im dortigen Dienst.

## Geschichte

### Bau und Dienstzeit bei Costa Crociere
Die Costa Mediterranea wurde am 22. Mai 2003 abgeliefert. Ihre Jungfernfahrt trat das Schiff am 16. Juni 2003 an. Sie führte das Schiff von Genua in Italien nach Málaga, anschließend ging es durch die Straße von Gibraltar nach Casablanca, Cádiz, Lissabon, Gibraltar und wieder zurück nach Genua.
Ab 2010 war das Schiff im Sommer regelmäßig im Mittelmeer im Einsatz, während es in den Wintermonaten die Karibik befuhr.

### Wechsel zu Adora Cruises
Im November 2018 wurde bekannt, dass die Costa Mediterranea mittelfristig die Flotte von Costa Crociere verlassen und fortan von CSSC Carnival Cruise Shipping Limited, einem Joint-Venture zwischen China State Shipbuilding Corporation und Carnival Corporation & plc, eingesetzt werden sollte. Das Schiff wurde 2021 übergeben und 2023 in Mediterranea umbenannt. Ende September 2023 nahm das Schiff den Betrieb für Adora Cruises, damals eine Marke von CSSC Carnival Cruise Shipping Limited, auf. 2024 wurde das Schiff in Adora Mediterranea umbenannt.

## Das Schiff

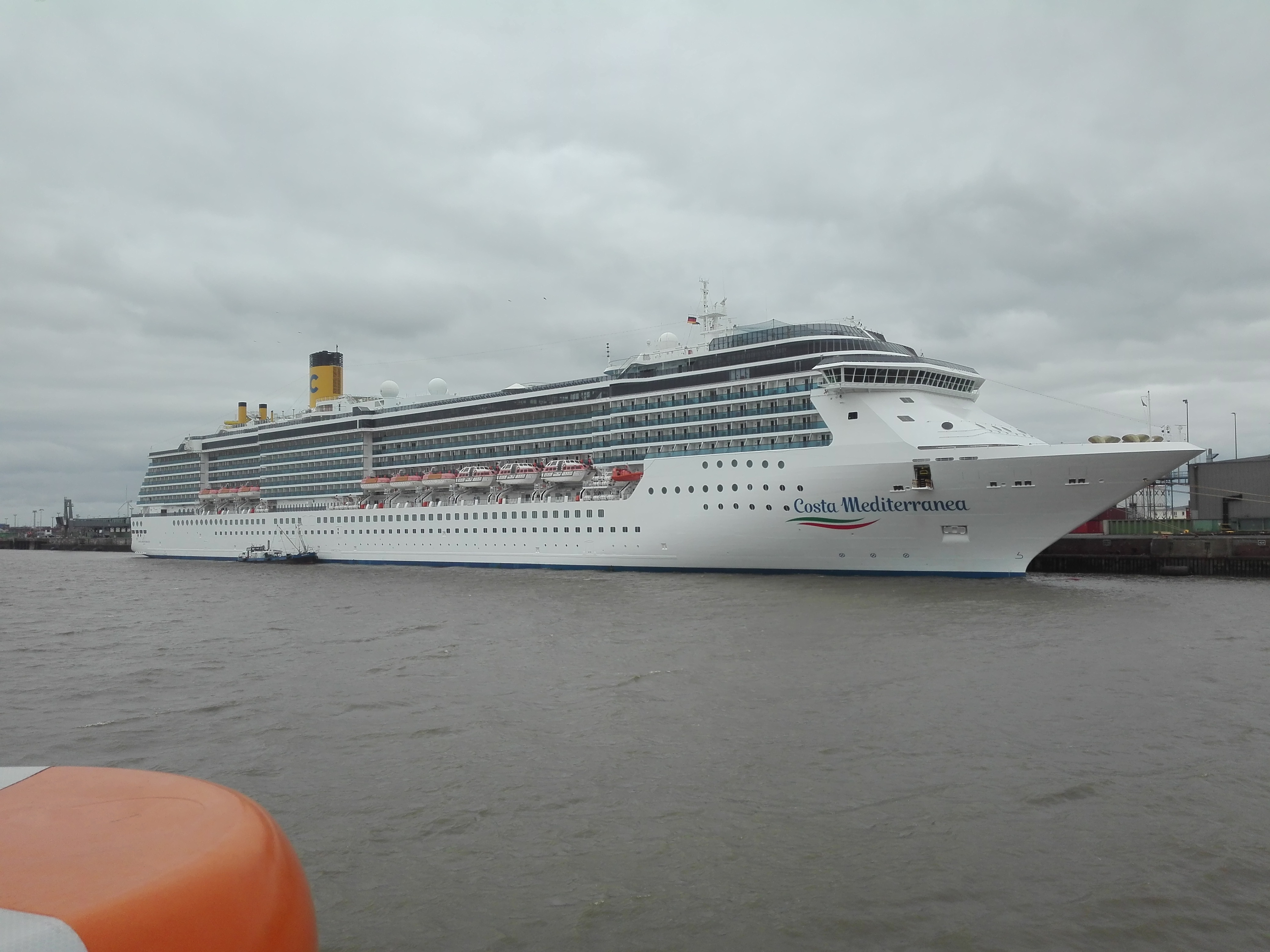
Die Costa Mediterranea an der Columbuskaje in Bremerhaven (2019)

Das Schiff verfügt bei einer maximalen Passagierzahl von 2.680 (2.114 ohne Hochbettennutzung) über 1.057 Kabinen, davon 718 mit eigenem Balkon, von denen 40 von Costa Crociere als Wellness-Außenkabinen und vier als Wellness-Suiten vermarktet wurden. Von den 16 Decks sind zwölf für Passagiere zugänglich (Deck A, 1–10 sowie ein zusätzliches Deck darüber). Für die Besatzung von 897 Personen stehen 509 Kabinen zur Verfügung.

### Ausstattung
Die Mediterranea verfügt über mehrere Restaurant. Von Costa Crociere wurden diese als Hauptrestaurant Argentieri, Buffet-Restaurant Perla de Lago, Spezialitätenrestaurant Medusa und ein für Wellness-Kabinen-Kunden reserviertes Restaurant vermarktet. Weiterhin befinden sich zwölf Bars an Bord. Im Außenbereich befinden sich drei Swimmingpools, von denen einer überdacht werden kann, und drei Whirlpools. Zusätzlich ist ein Whirlpool im Innenbereich (Wellnessbereich) frei zugänglich. Wetterabhängig ist ebenfalls eine Wasserrutsche nutzbar.

### Stil
Das Schiff wurde von Joe Farcus, welcher bereits die Costa Atlantica ausgestattet hat, im Stil von italienischen Adelspalästen des 16. und 17. Jahrhunderts eingerichtet und mit venezianische Einflüssen und Kunstwerken versehen, darunter ein 25 Meter hohes Kunstwerk des Künstlers Gigi Rigamonti und an Altarbilder aus dem 18. Jahrhundert erinnernden Figuren, die aus den Panoramaaufzügen betrachtet werden konnten.

### Sonstige Informationen
Die Bordsprache auf dem Schiff war bei Costa Crociere vorwiegend Italienisch, wichtige Durchsagen wurden ebenfalls auf Deutsch, Englisch und Französisch übersetzt. Das Personal war durchgehend mehrsprachig. Die Bordwährung war je nach Einsatzgebiet Euro oder US-Dollar.

## Baugleiche Schiffe
Das Schiff gehört zur Spirit-Klasse und hat fünf weitestgehend baugleiche Schwesterschiffe.